# Patricia Kopatchinskaja
Patricia Kopatchinskaja (ur. 1977 w Kiszyniowie) – austriacka skrzypaczka mołdawskiego pochodzenia.

## Życiorys
Urodziła się w 1977 r. w Kiszyniowie w Mołdawskiej Socjalistycznej Republice Radzieckiej, jej rodzice byli zawodowymi muzykami (matka Emilia grała na skrzypcach, ojciec Wiktor na cymbałach). Z tego powodu sporą część dzieciństwa wychowywała się u dziadków. Na skrzypcach zaczęła grać w wieku 6 lat. Gdy miała 12 lat, jej rodzice zdecydowali się opuścić Związek Radziecki i zamieszkać na Zachodzie. Osiedli w Wiedniu, gdzie Kopatchinskaja rozpoczęła naukę, a pięć lat później podjęła naukę w Konserwatorium Wiedeńskim, gdzie studiowała grę skrzypcową i kompozycję. Po ukończeniu konserwatorium uzupełniała naukę w Bernie przez 2 lata w Hochschule der Künste Bern; tam też osiadła.
Grała z Wiener Philharmoniker, Berliner Philharmoniker i London Philharmonic Orchestra. Pomimo wykształcenia klasycznego, Kopatchinskaja pasjonuje się muzyką współczesną, a jej wykonania muzyki klasycznej mocno odbiegają od utartej tradycji. W 2016 r. Kopatchinskaja napisała editorial do The Guardian, w którym opisała swoje podejście do muzyki.

## Wyróżnienia i nagrody
- 1 Nagroda – International Henryk Szeryng Competition, Meksyk (2000)[2]
- Credit Suisse Young Artist Award (2002)[2]
- New Talent - SPP Award of the European Broadcasting Union (2004)[2]
- Deutschlandfunk-award na Bremer Musikfest (2006)[2]